# Lauri Läänemets
Lauri Läänemets (Tallin, 31 de enero de 1983) es un político estonio. Actualmente es Ministro del Interior desde julio de 2022 y fue miembro del XIV Riigikogu.

## Biografía
En 2007 se graduó de la Universidad de Tallin en administración de recreación.
De 2013 a 2017 fue alcalde del Municipio Rural de Väätsa.
Desde 2010, es miembro del Partido Socialdemócrata de Estonia.
Fue elegido presidente del Partido Socialdemócrata (SDE) el 5 de febrero de 2022 por miembros del partido en la Asamblea General.